# 1791 en droit
Cet article présente les faits marquants de l'année 1791 en droit.

## Événements
- 2 et 17 mars : suppression des corporations et des privilèges accordés à une profession par le décret d'Allarde.
- 19 avril : l’East India Company exclut les métis (eurasiens) du droit d’exercer des fonctions en son sein[1].
- 19 avril : le Parlement du Royaume-Uni rejette la motion de William Wilberforce pour l'abolition de l'esclavage[2].
- 3 mai : la Diète de Pologne adopte une constitution proche de celle de la France de Louis XVI, destinée à moderniser la Pologne et à la renforcer contre l’empire russe. Le roi et les patriotes, appuyés par les manifestations dans les rues de la capitale, profitent du petit nombre de députés présents pour faire passer le texte.
- 10 juin : sanction royale de l’Acte constitutionnel (en vigueur le 26 décembre) qui partage la province de Québec entre le Haut-Canada et le Bas-Canada[3].
- 2 juillet : les Cherokees acceptent de se mettre sous la protection exclusive des États-Unis au traité de Holston[4].
- 13 septembre : Louis XVI approuve la Constitution[5].
- 18 septembre  : proclamation de la Constitution[5].
- 28 septembre : promulgation de la Loi sur l'émancipation des Juifs en France[6].
- 8 décembre : exécution de Paul Yun, un chrétien coréen, qui avait détruit les tablettes de ses ancêtres. Début de la répression du catholicisme en Corée[7].
- 10 décembre : l’empereur Léopold ratifie le décret de la Diète de Francfort reconnaissant les droits féodaux des princes allemands dans l’Alsace de souveraineté française[8].
- 15 décembre : le Bill of Rights (Déclaration des droits), les dix premiers amendements de la Constitution américaine, sont ratifiés pour régler certains points concernant les droits du gouvernement fédéral, des États et du citoyen[9]. Le Premier amendement stipule que le Congrès ne fera aucune loi qui restreigne la liberté de la parole ou de la presse.